# Gala Bonang
Gala Bonang is een bestuurslaag in het regentschap Padang Lawas van de provincie Noord-Sumatra, Indonesië. Gala Bonang telt 288 inwoners (volkstelling 2010).